# ログハウス

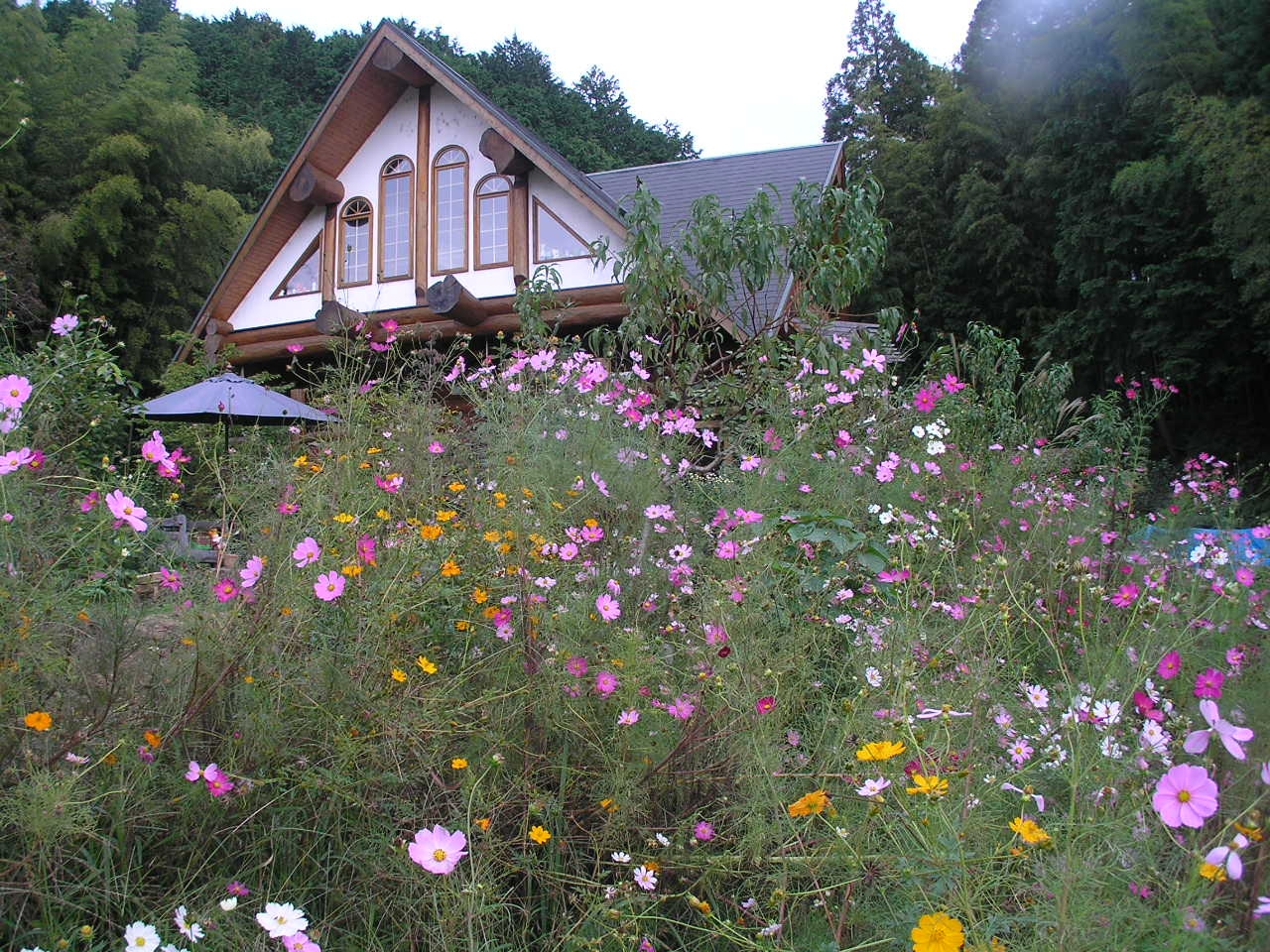
本来はこの建物のように丸太（ログ）を交差部にはノッチを使って組み上げた「丸太組工法」家屋・建築物を指す（日本）。

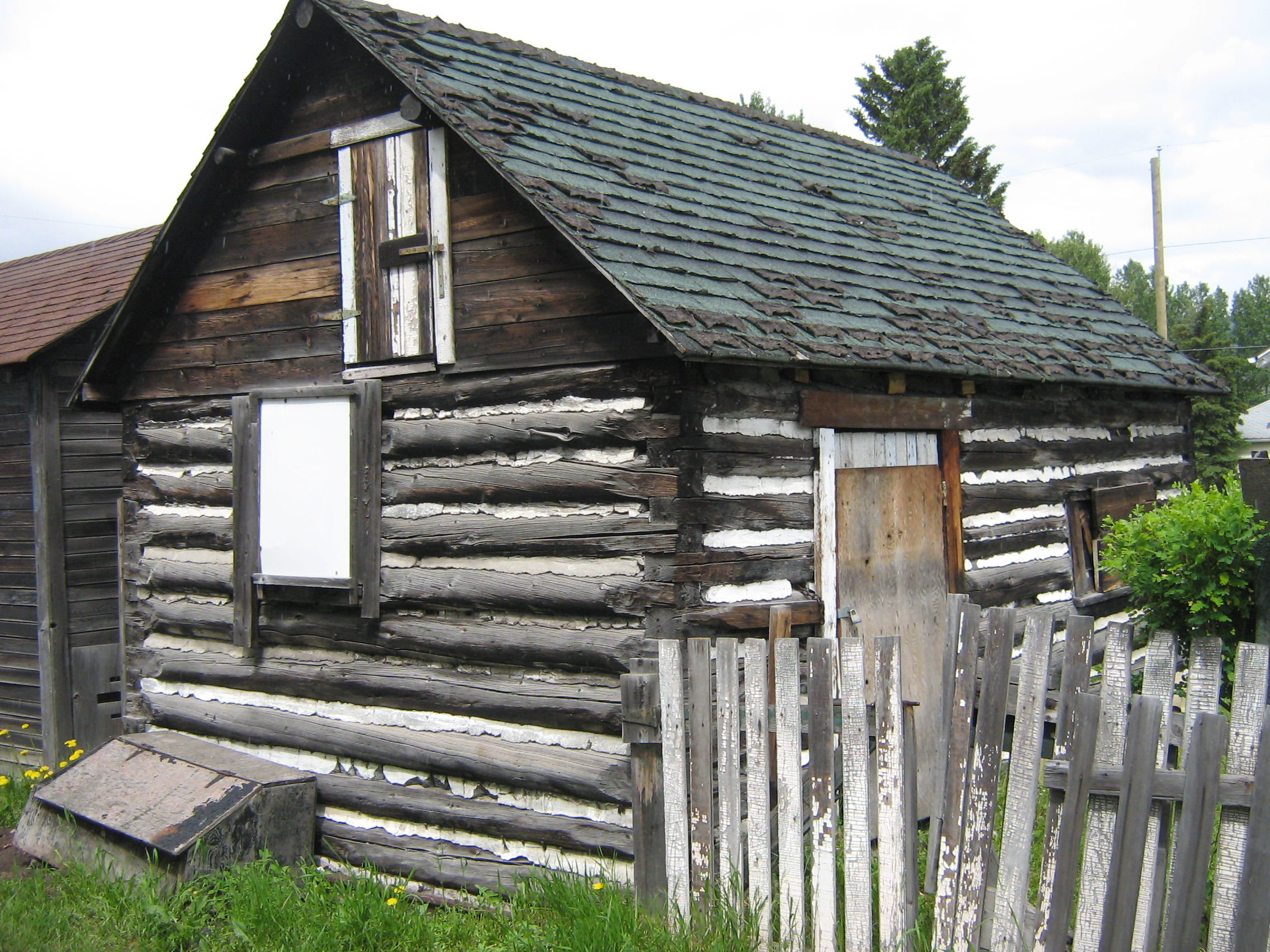
カナダやアメリカでは、初期にログとログの隙間を粘土などで埋めたチンキング工法が発達した（カナダ）。

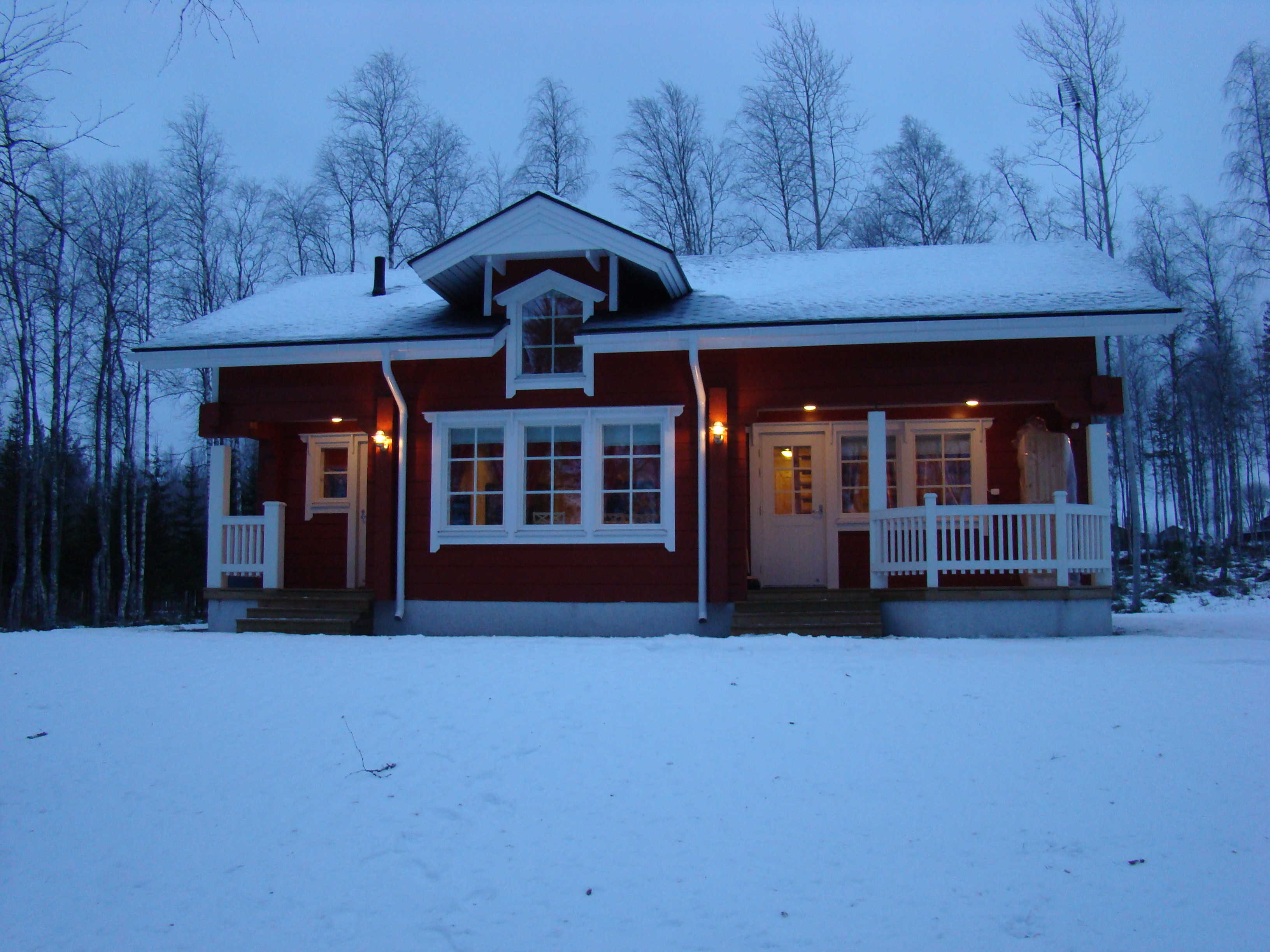
北欧で発達した製材された角材を組上げたログハウス。日本では通称「マシンカット」「角ログ」などと呼ばれる（フィンランド）。

ログハウス（英: log house）とは、基本的にはログ（丸太）または角材を構造材として水平方向に井桁のように重ねて積み上げ、交差部にはノッチを使って組み上げた家屋・建築物。日本では丸太を多用し、軸組み工法で建てられた建築（ポストアンドビーム工法）もログハウスと呼ばれることがある。
日本の建築基準法では丸太組工法と呼ばれる。地震の多い日本では、さらに通しボルトやダボを入れることにより、耐震性を確保する。奈良正倉院の校倉造りは丸太組工法と同様の構造で組まれており、日本最古のログハウスと呼ばれることがある。
英語圏ではログホーム (log home) またはログキャビン (log cabin) と呼ばれることが一般的。

## 概要
日本の建築基準法では2002年5月までは丸太組で2階まで組み上げることができないため、2階はロフト(小屋裏利用)となっていた。このため2階の居住空間を確保するためドーマーを付けることが多かった。2002年5月、丸太組構法の新しい告示が施行され、それまではロフトしか認められていなかったログハウスの総2階建てが可能になった。しかし、現在でもコストなどの関係でハンドカットログによる本格的な2階建てはほとんどなく、角ログメーカーに2階建てを積極的に採用しているメーカーが数社ある程度である。多くのログハウスでは一階は丸太組でも、2階はドーマーなどと組み合わせた木造軸組構法（在来工法）である。ハンドカットログは非常に高価であるが、一見丸太に見える製材した丸ログや 角材（角ログ）を使用したもの、丸太は柱や梁にのみ使用して壁には漆喰、モルタルなどを使用する「ポストアンドビーム」工法と呼ばれる、いわゆる丸太を使った木造軸組構法も「ログハウス」と業界では呼んでいる。 
17-18世紀には北アメリカに伝播し、西部開拓の象徴として広まった。日本に、西洋の様式のログハウスが導入されるようになったのでは1970年後期である。
日本古来の校倉造の正倉院、あるいは長野県の農村で見受けられる伝統的な板倉「せいろう倉」は、断面が三角形や四角形の木材を組み上げて作られており、 実はこれらも英語の「log house ログハウス」に分類されうると考えてよい。
ログハウスの特徴として、湿度の調整がとても優れており、木の断熱性の高さから夏は涼しくて冬は温かいということが挙げられる。また、コンクリートなどに比べて感触が良く、木の温もりを感じることができるなどの特徴もある。ログハウスによく使われる樹種としては、ベイスギ、ベイマツ、トウヒ、フィンランドパインなどが代表的である。
近年、原油価格の高騰に伴う輸送費の増大により、輸送マイレージの短い国産材の利用も拡大している。

## 外見

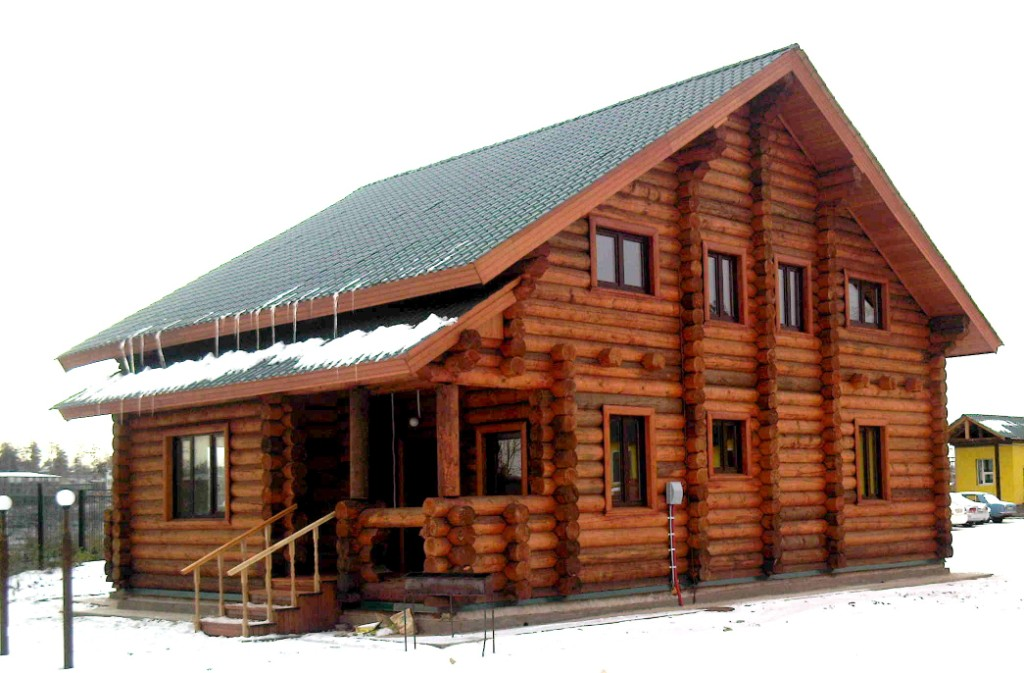
ログハウス（2008年）。2階までログで積み上げた大型ログハウス。日本の建築基準法では2002年までは2階までログを積むことは認められていない。
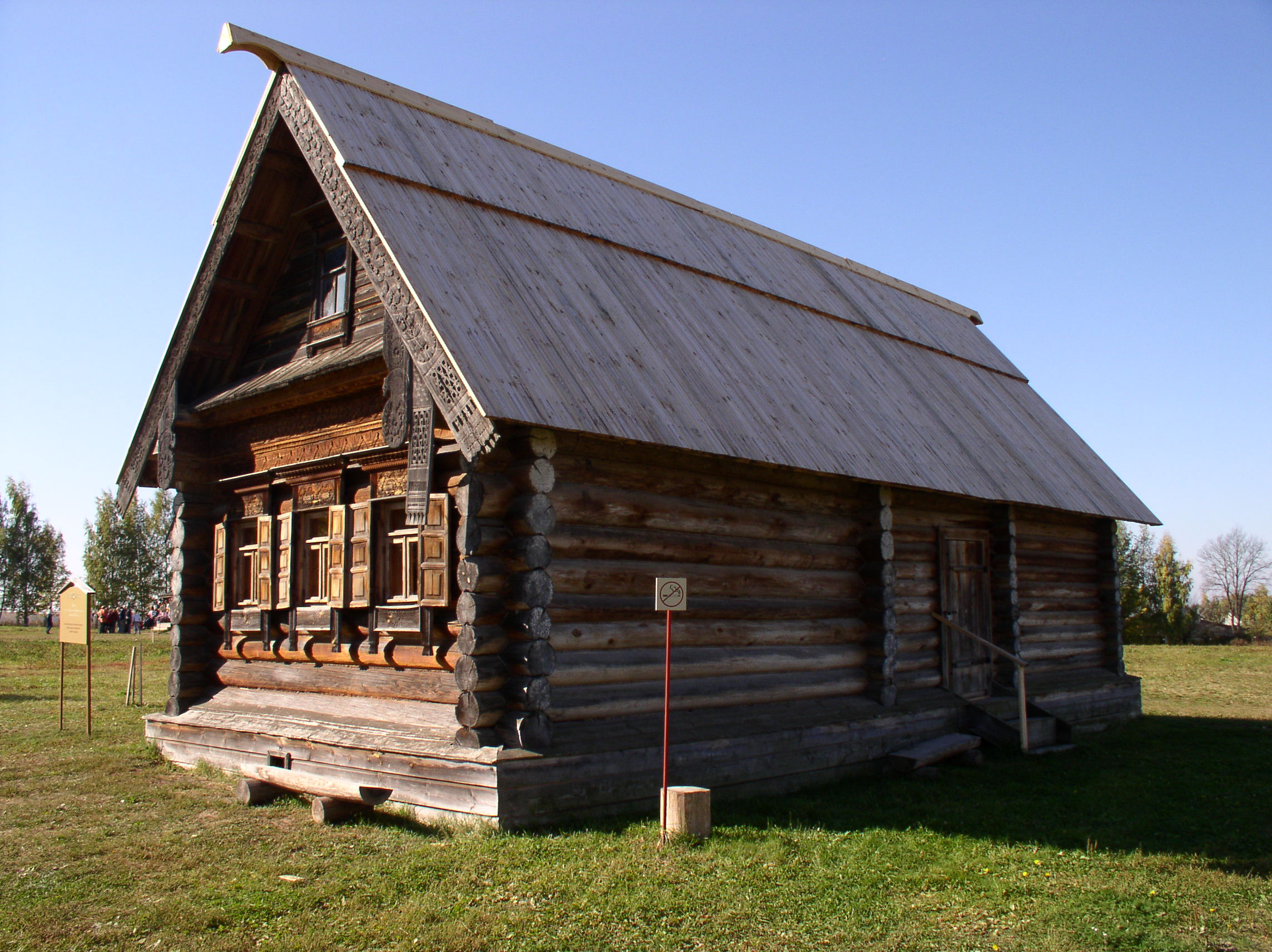
ロシアの古いログハウス
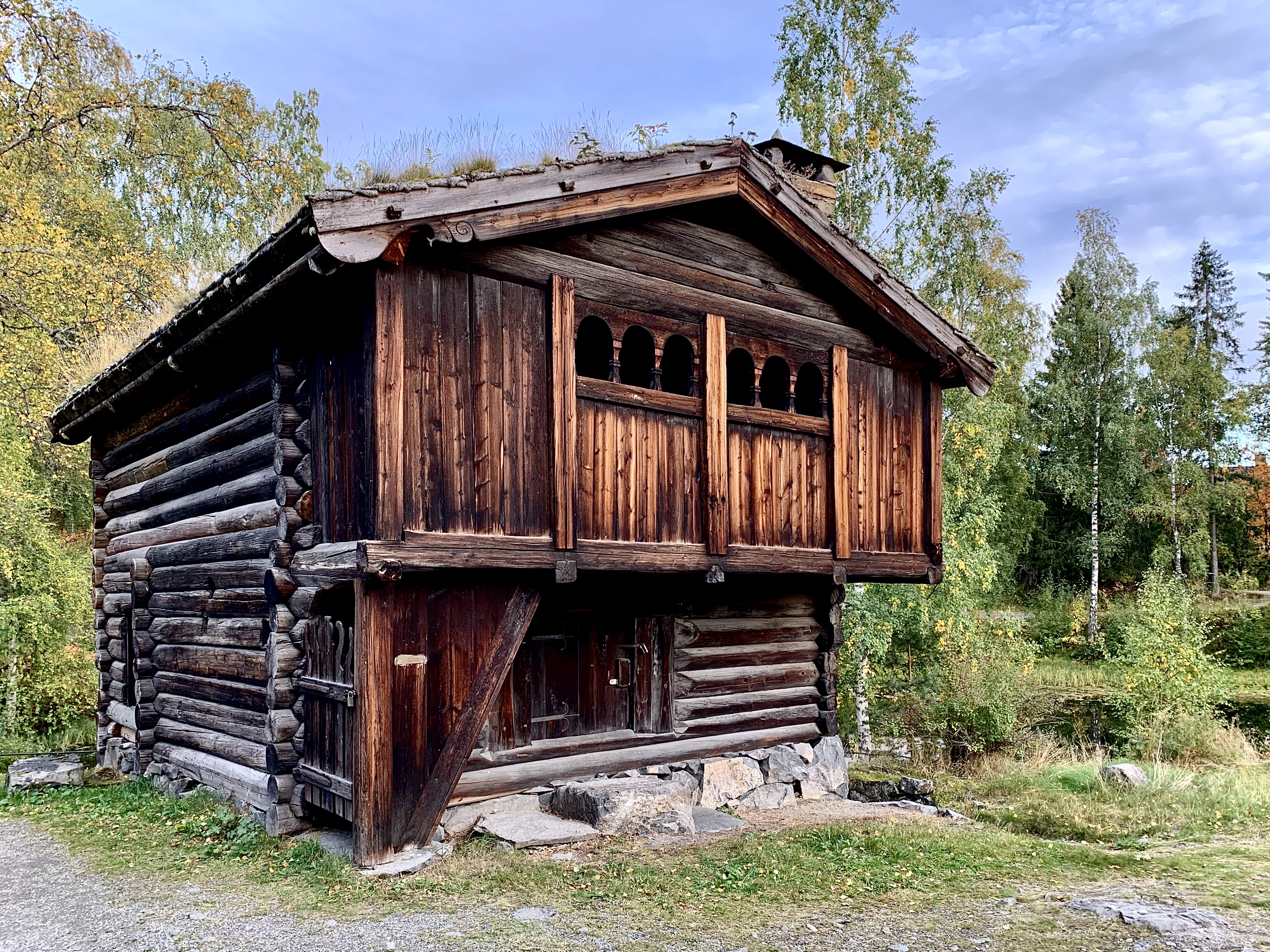
丸太組工法と在来工法が混在するログハウスは「混構造」と呼ばれ、セトリングに注意が必要となる
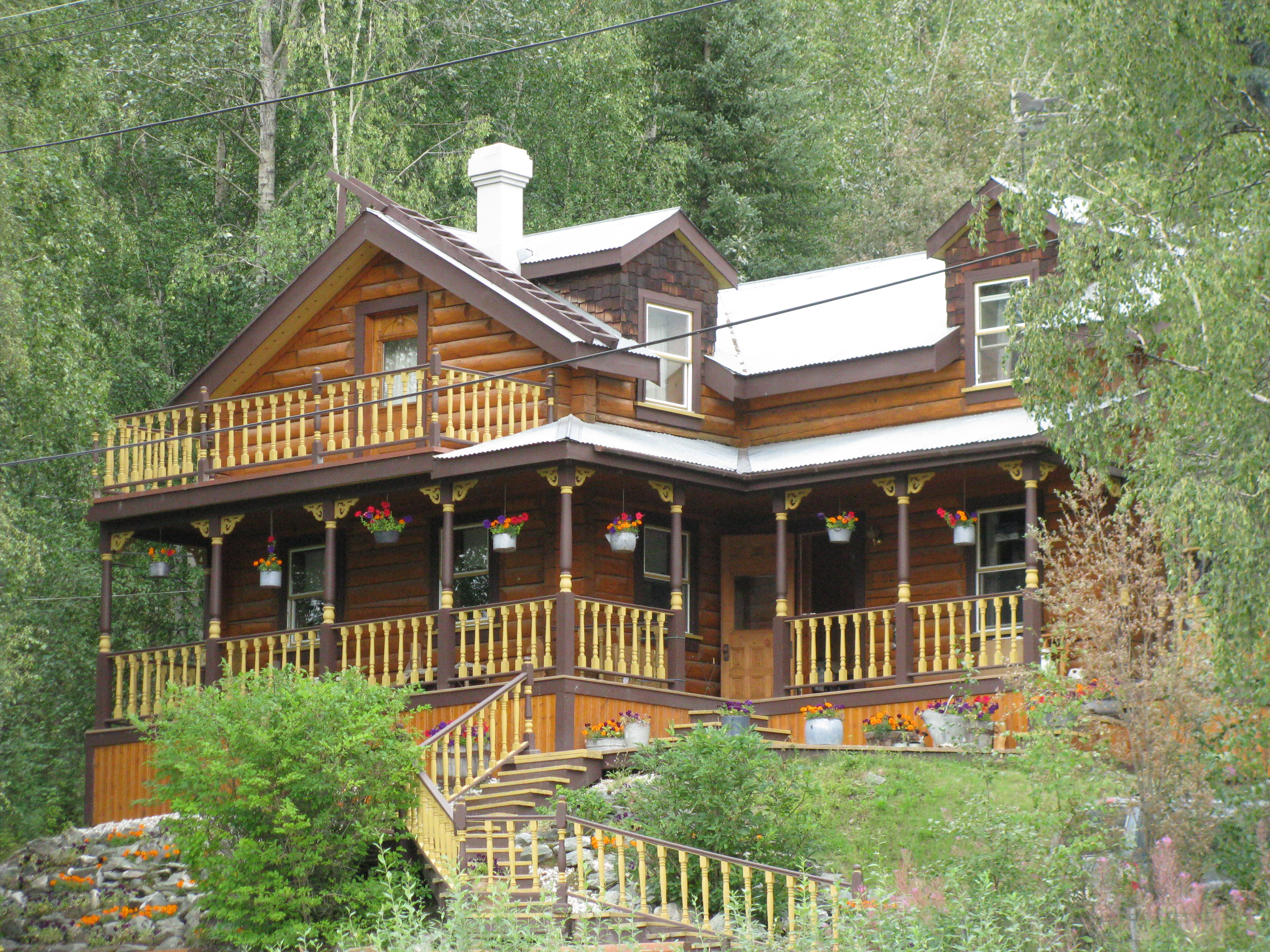
「太鼓びき」と呼ばれる製材された太鼓型の断面の木材を使ったログハウス
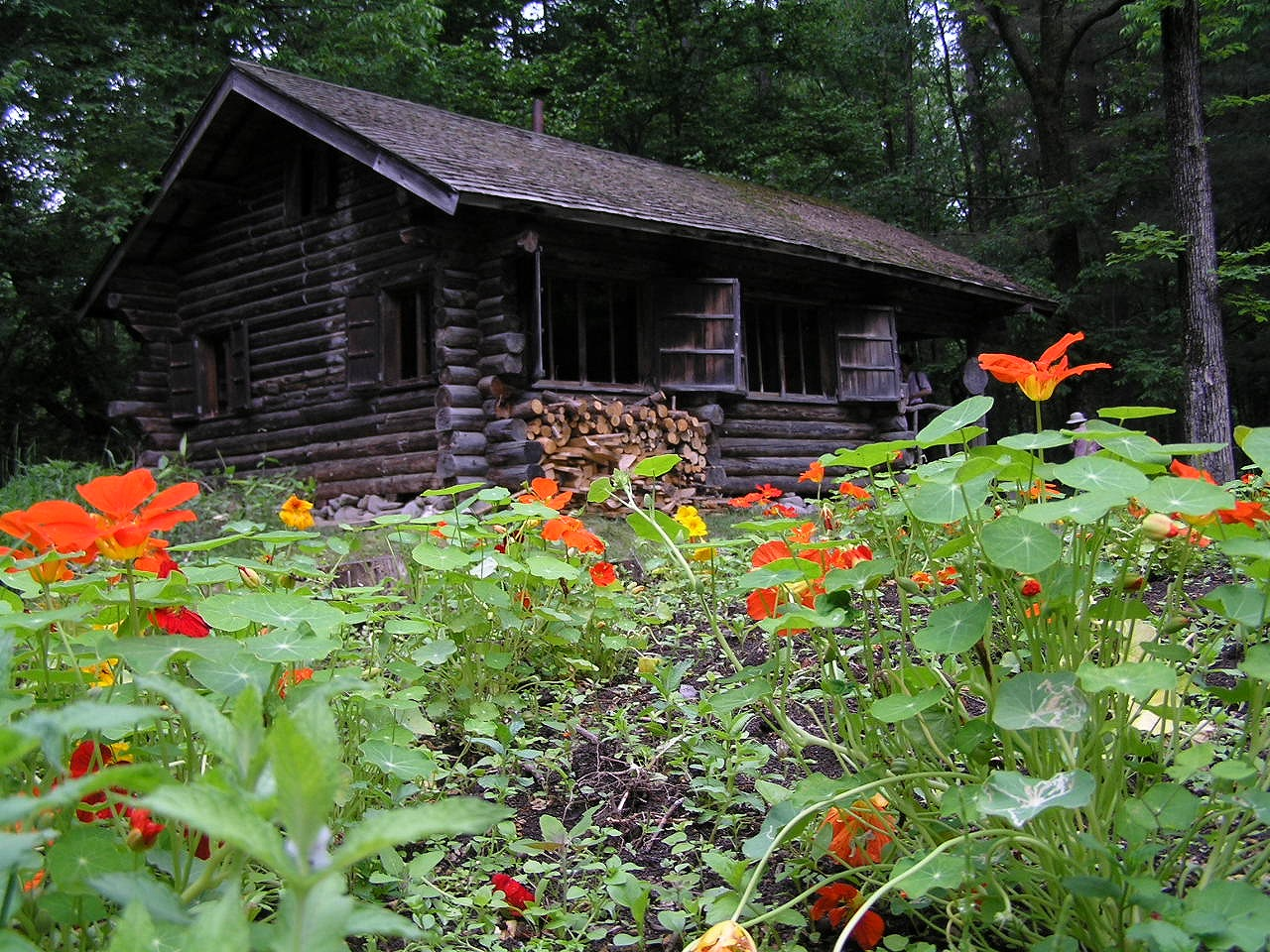
北海道、麓郷の森にある丸太小屋（テレビドラマ『北の国から』で黒板五郎一家が住んでいたことになっていた小屋）
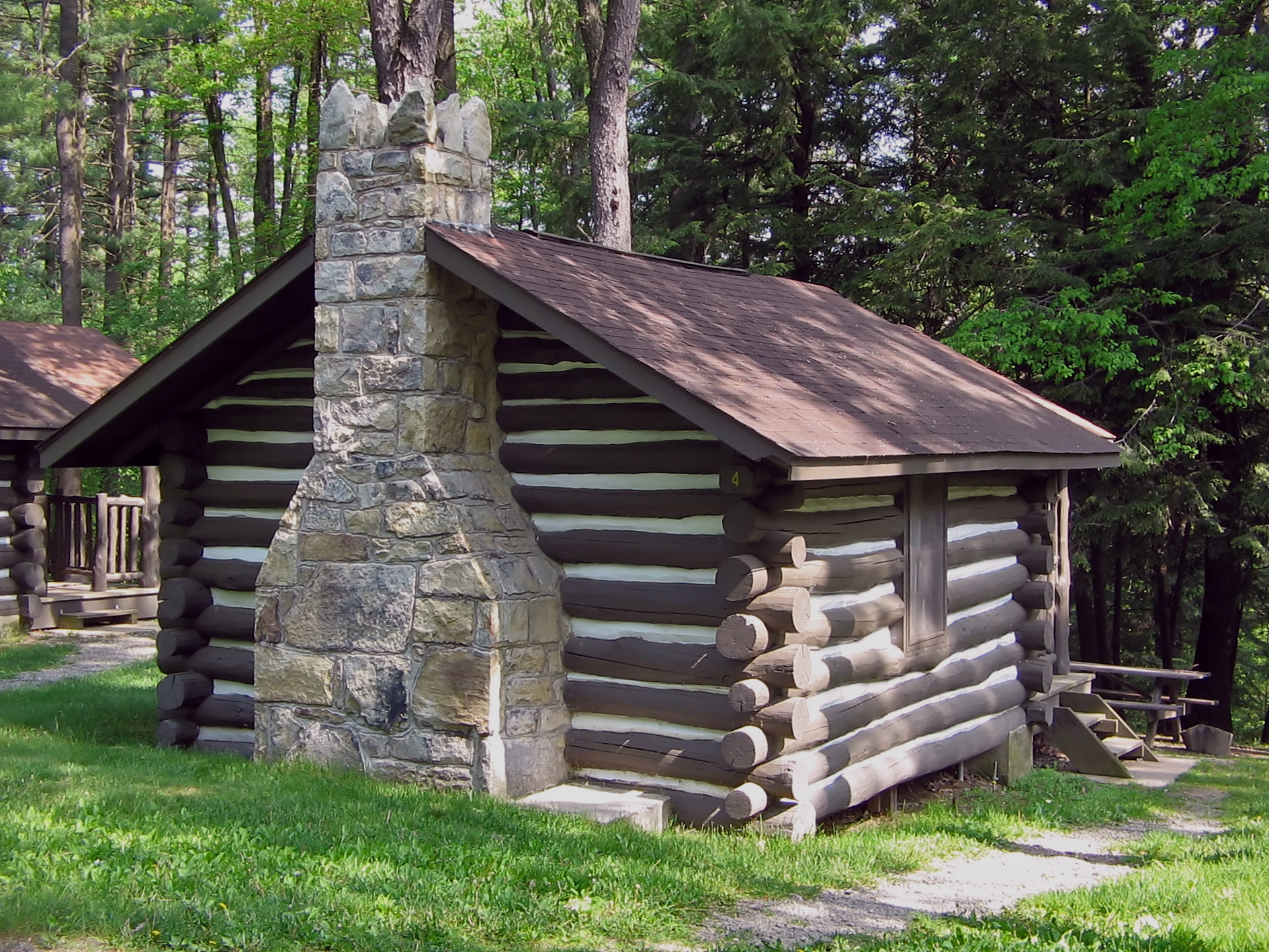
丸太小屋（ログキャビン）。1室（ワンルーム）タイプ。（ペンシルヴァニア州、Black Moshannon State Park、2008年）
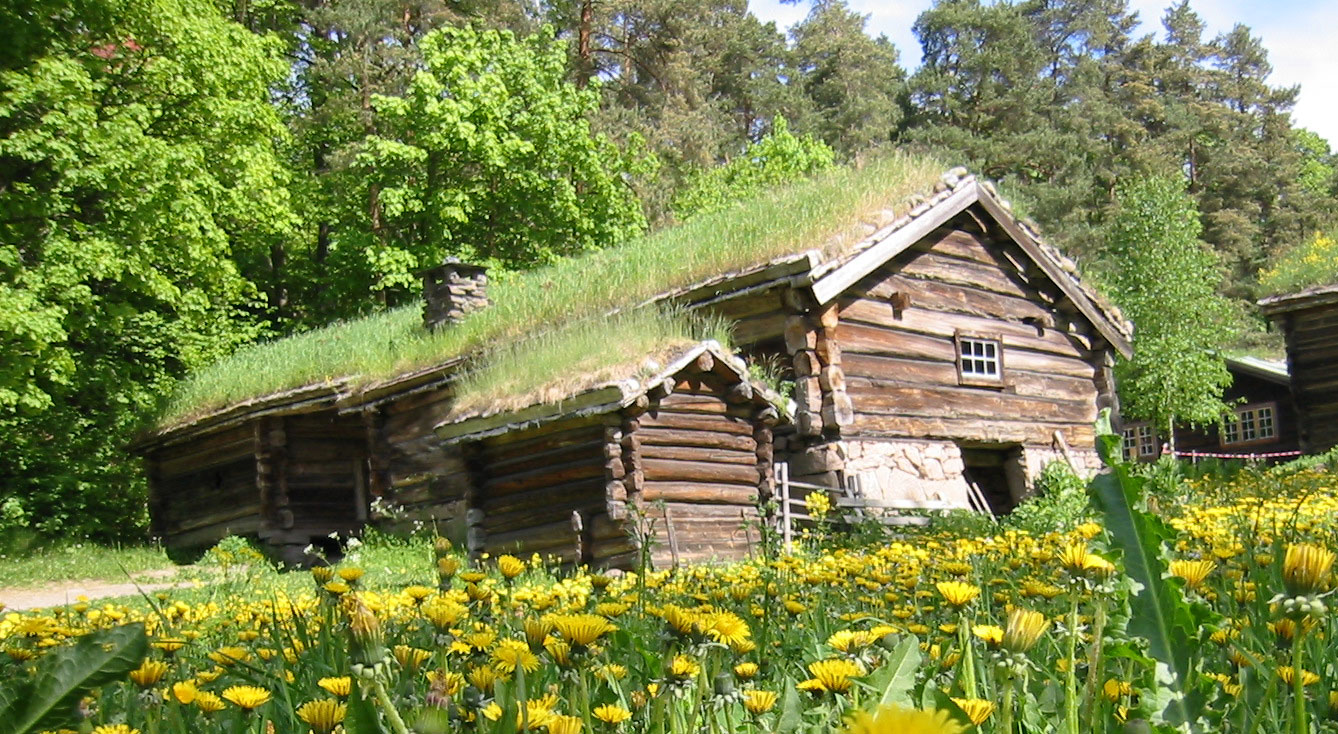
オスロのノルウェー民俗博物館に展示されている丸太小屋
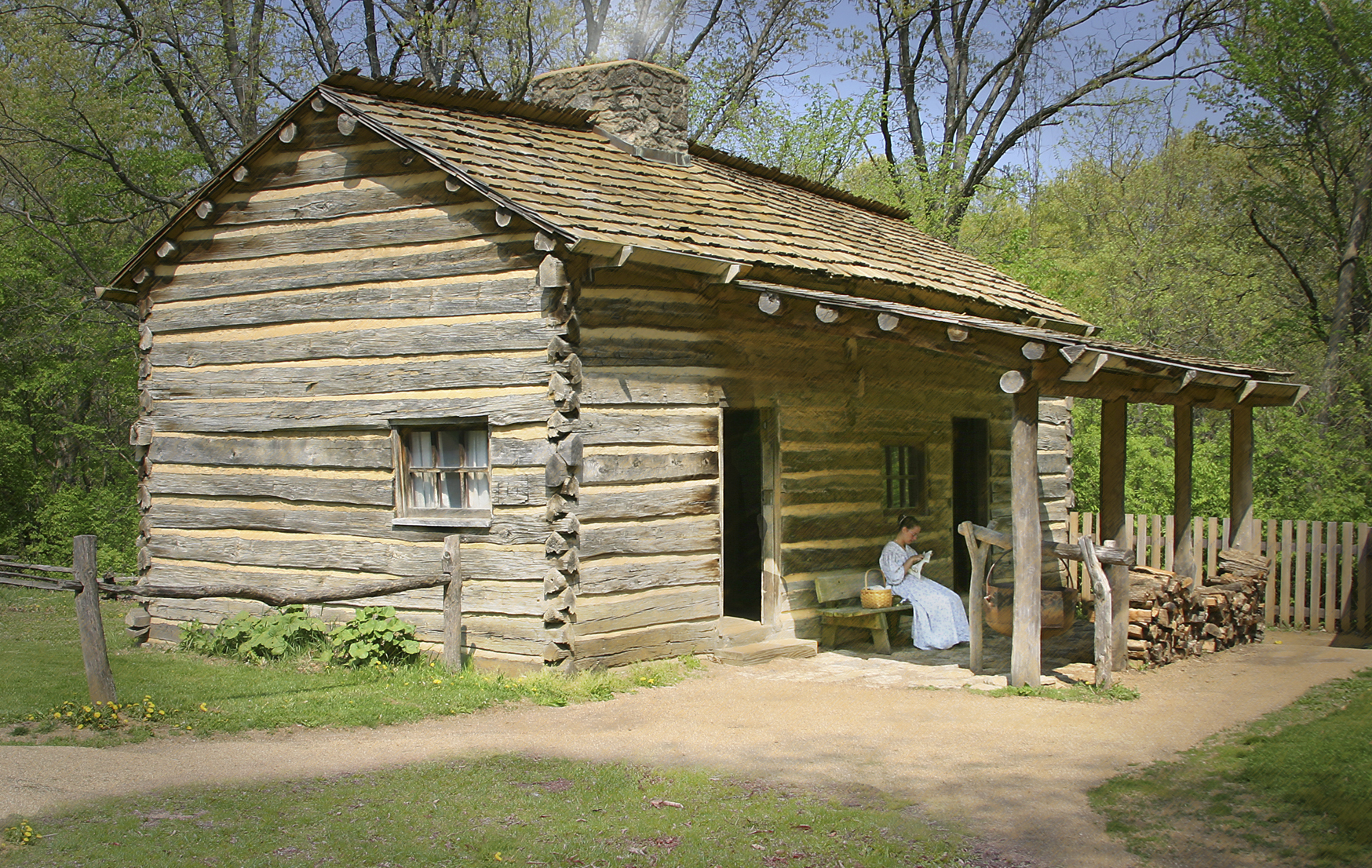
Martin Wadell cabin。イリノイ州、en:New Salem。エイブラハム・リンカーンの村にある丸太小屋。
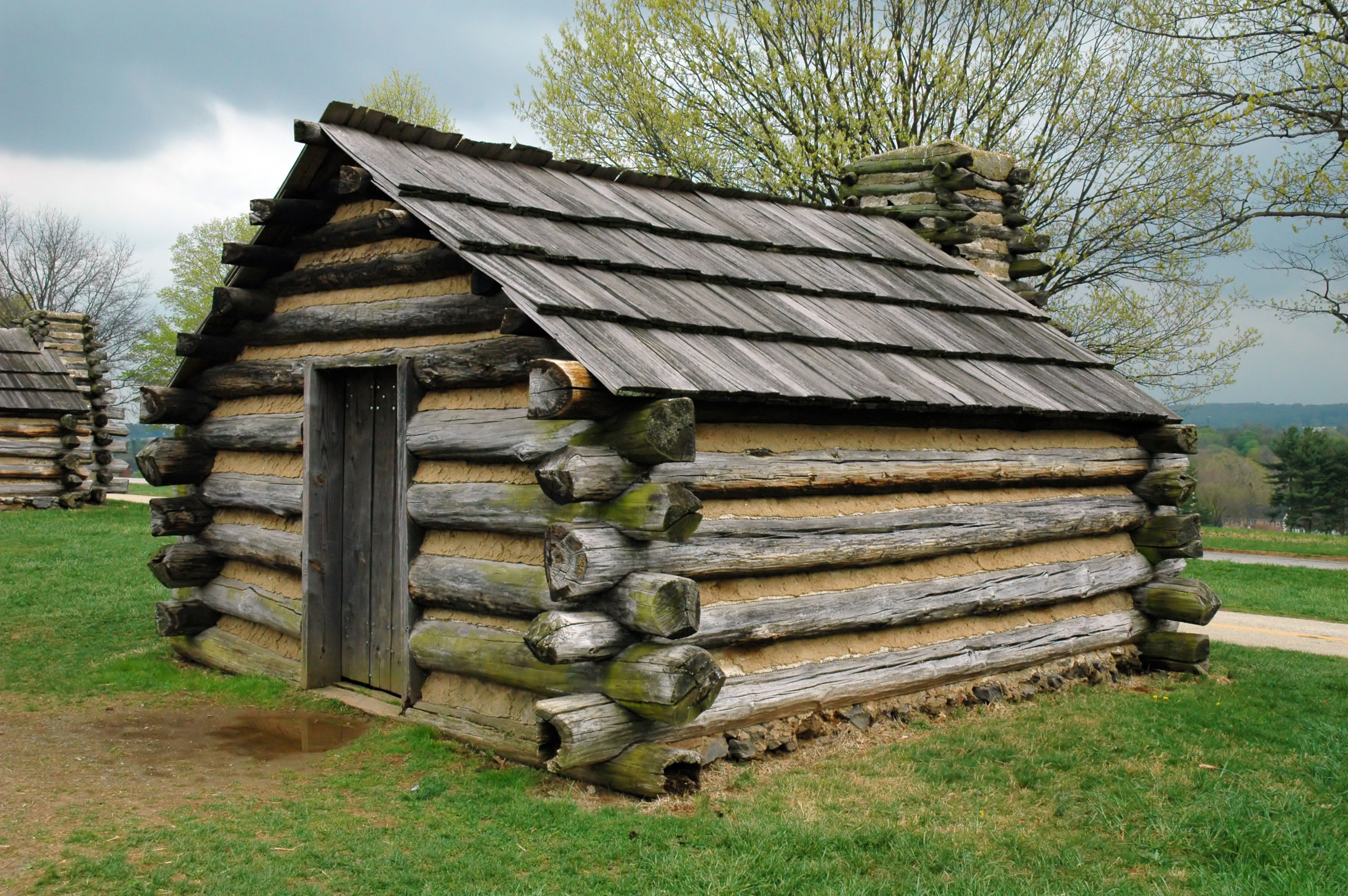
ジョージ・ワシントンの軍が1778-1779年にバレーフォージで越冬する時に使った丸太小屋のレプリカ
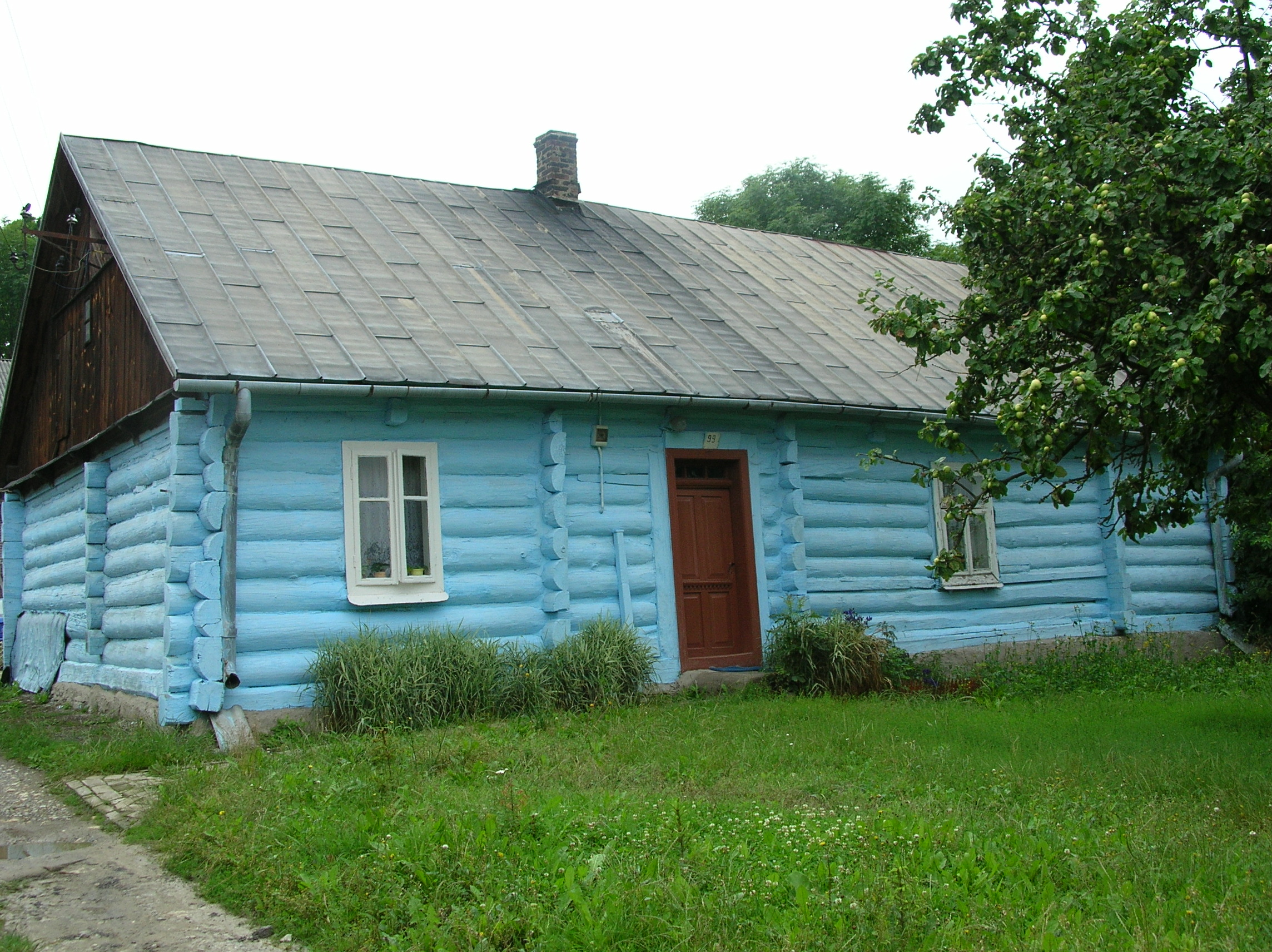
ヨーロッパ、とくに北欧などではカラフルな塗色が好まれることがある（ポーランド）

## 工法

### 丸太組み工法

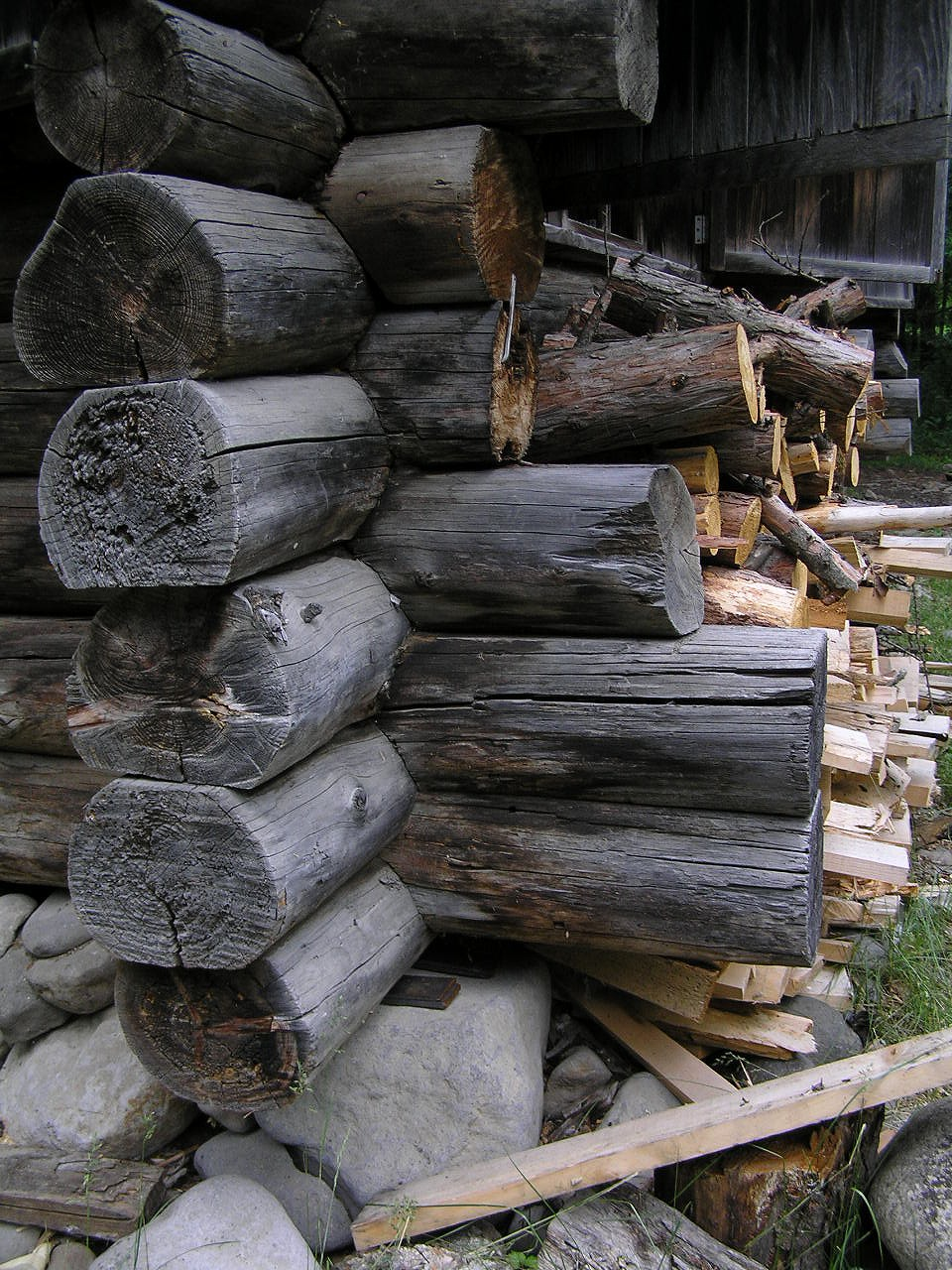
コーナーの交差部分を外から見たところ。実はノッチ（欠き込み）があるが、外からはよく見えない（麓郷の森　黒板五郎の丸太小屋）

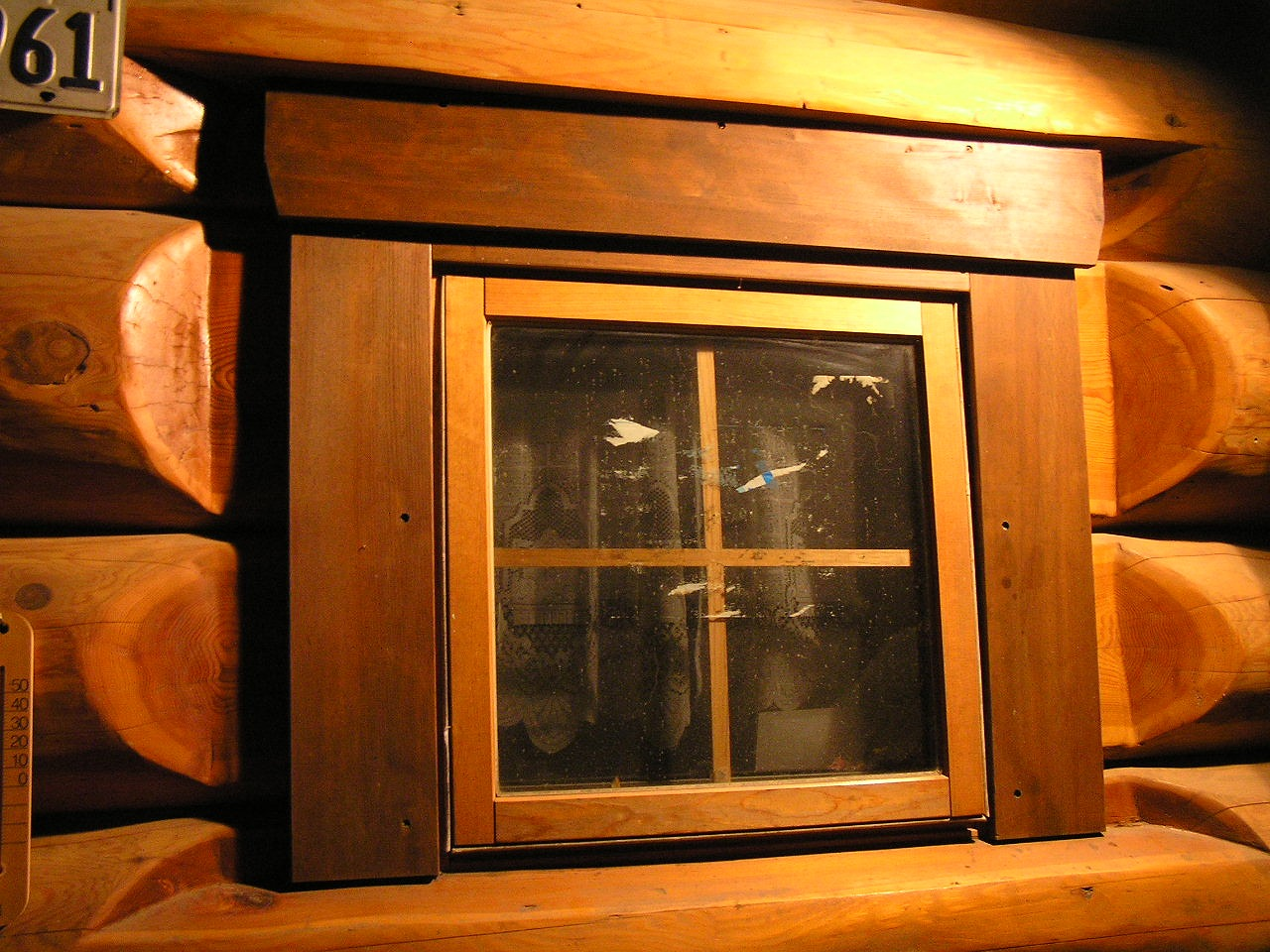
トリムボード

ログに《欠き込み》（=ノッチ）を入れて交差させながら積み上げて壁面を構成する工法。ノッチには、サドルノッチ、ウェッジノッチ、ラウンドノッチなどのさまざまな形状がある。 
セトルダウン対策
横に積んだ木材が乾燥と荷重によって数年かかって縮み下がる「セトルダウン」（または「セトリング」）と呼ばれる現象が伴うので、 窓・ドアなどの建具を予め将来起こるべきセトリング幅を見越して「寸足らず」に作っておく必要がある。 この場合 上部の隙間は「トリムボード」と呼ばれる 装飾を兼ねる板材をあてがって隠しておく。また、階段もセトリングに対応できるようにしておかなければならない。
ハンドカットとマシンカット
太い丸太の皮を手で剥き、チェーンソーを使ってカットした手作り感覚のログハウスを「ハンドカット・ログハウス」（またはハンドヒューン）、機械加工で均一な大きさにカットした丸太または成形された木材を使ったログハウスを「マシンカット・ログハウス」と呼ぶ。マシンカット・ログハウスには丸太のみならず長方形の角材を使用したものも多く、一般に「角ログ」などと呼ばれ、これもログハウスとして扱われている。マシンカットログハウスはフィンランドが発祥の地といわれており、北欧ではごく一般的に見られ、カラフルに塗色されることが多い。見た目がすっきりしており、設計自由度も高く家具の納まりが良い、単価が安いなどのメリットがあり、現在日本でも最も多く普及している。
日本での法的扱い
丸太組工法とは1986年（昭和61年）3月29日に旧建設省（現国土交通省）告示第859号により制定された「丸太組構法の技術基準告示」に則った工法である。その後、平成2年の告示改正を受け、延べ床面積300平米以下、絶対高さ8.5m以下、階数2階以下で小屋裏利用のみ、ノッチで囲まれる耐力壁は一辺の最大長さを6mまでとする30平米以下などの範囲に拡大された。後の建築基準法改正により、建築基準法第38条が削除されたことを発端に新しい告示が定められ、丸太組工法で建てられる建築物の規模は他の木造建築にほぼ等しくなった。2002年（平成14年）5月15日　国土交通省告示第411号によると、延べ床面積3000平米以下、絶対高さ13m以下、階数2階以下であるがRC造やS造との混構造が認められ小屋裏利用3階建ても可能、ノッチで囲まれる耐力壁は一辺の最大長さを10mまでとする60平米以下などの範囲となり、さらに構造計算で安全性を確かめることによってそれ以上の規模の建築も可能である。ただし、新しい告示で建てられる規模ではログ材の乾燥率や断面積、二階床構造など細かな規定を満たす必要があるので注意が必要である。
新しい告示によって従来は建築できないとされていたダブテイルノッチなど、交差部が突出しないタイプのノッチであっても構造計算によって安全性を確認する事ができれば建築できるようになった。これによって北欧タイプのようにノッチの突き出しを抑えたプランを設計することも可能となっている。

### ポスト&ビーム工法
柱や梁に丸太を使った木造軸組構法、日本のいわゆる「在来工法」である。厳密には、ログハウスとは呼ばないが、太い丸太の柱と梁が表に出ていることから、ログハウスと呼ぶログハウスメーカーもある。壁には内外装ともに漆喰、モルタル、板などが主に使われる。

### バッド&パス工法
ノッチによる欠き込みを最小限に抑え、ログを交互に突きつけて積み上げる事で壁を構成する。ログ同士はダボやスパイクで繋がれる。災害時に力の集中するノッチ部分を大きく残せ、耐震性能に優れる工法としてアメリカで誕生し、日本に輸入された。
建築基準法の旧38条に則った認定を受けているモデルに関しては旧認定により建築確認を得ることが出来るが、建築基準法の旧38条認定を受けているモデルは、フリージアハウス（東証２部フリージア・マクロスグループ）のＦＬＨシリーズのみである。

### ピース・エン・ピース工法
「ピーセンピース」とも呼ばれる、ポスト&ビーム工法の仲間であるが柱に溝をついて柱と柱の間にログ（フィラーログ）を落とし込んで壁面を構成する。耐震の安全性が得られにくいことから、建築確認を取るには構造計算で安全性を証明する必要がある。

## ログの断面

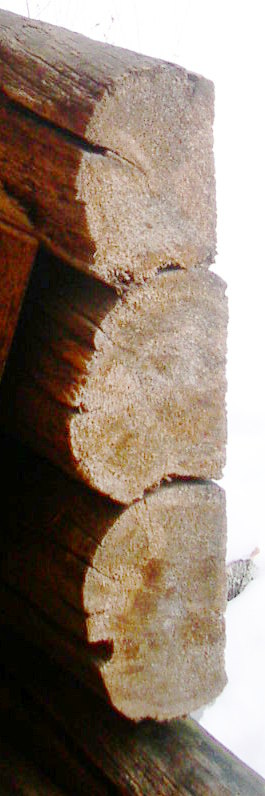
断面の一例

Milled-log types
- Swedish Cope profile
- D-shaped profile
- Square or chink-style profile

## 内部・内装

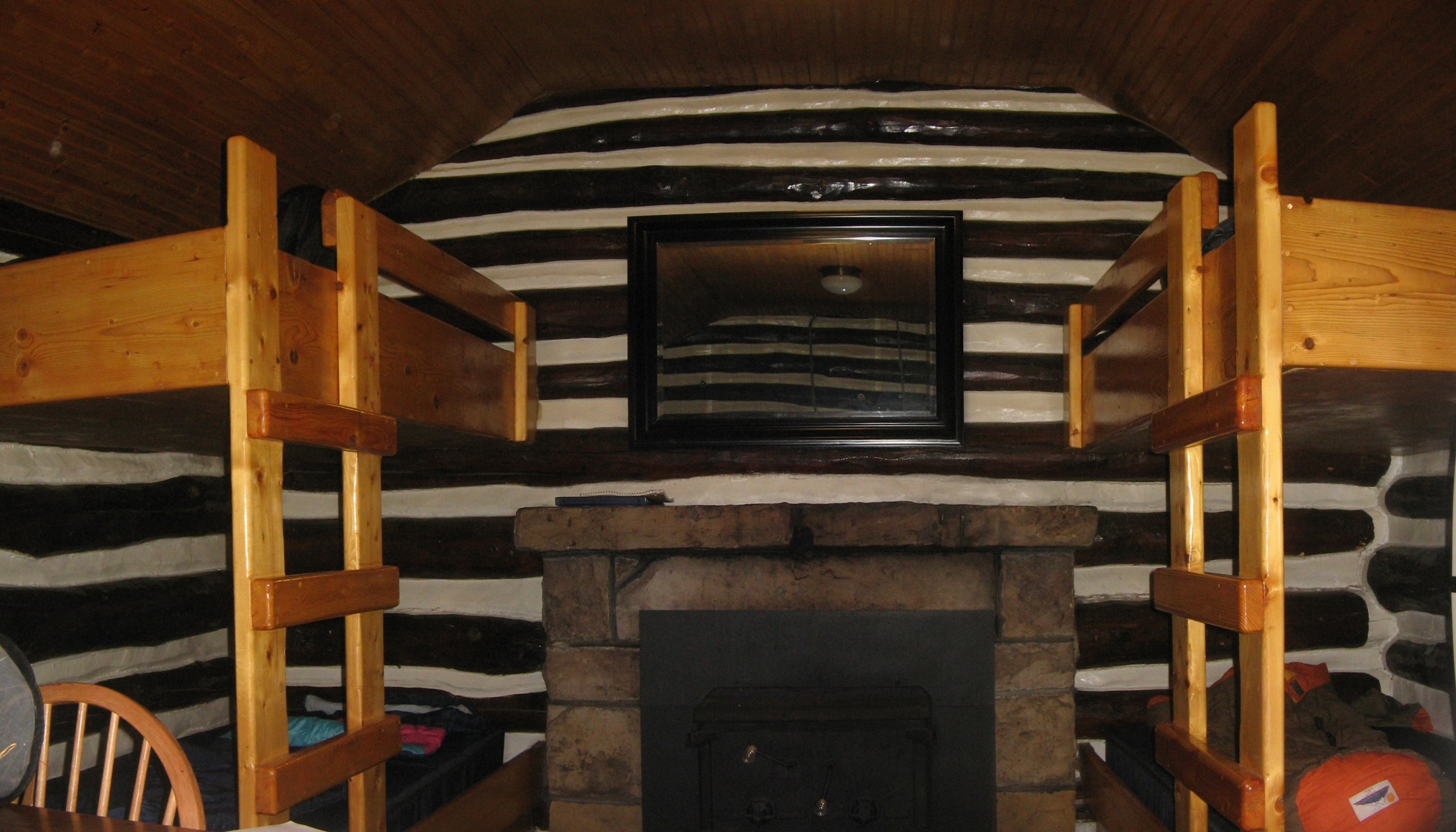
内壁の一例

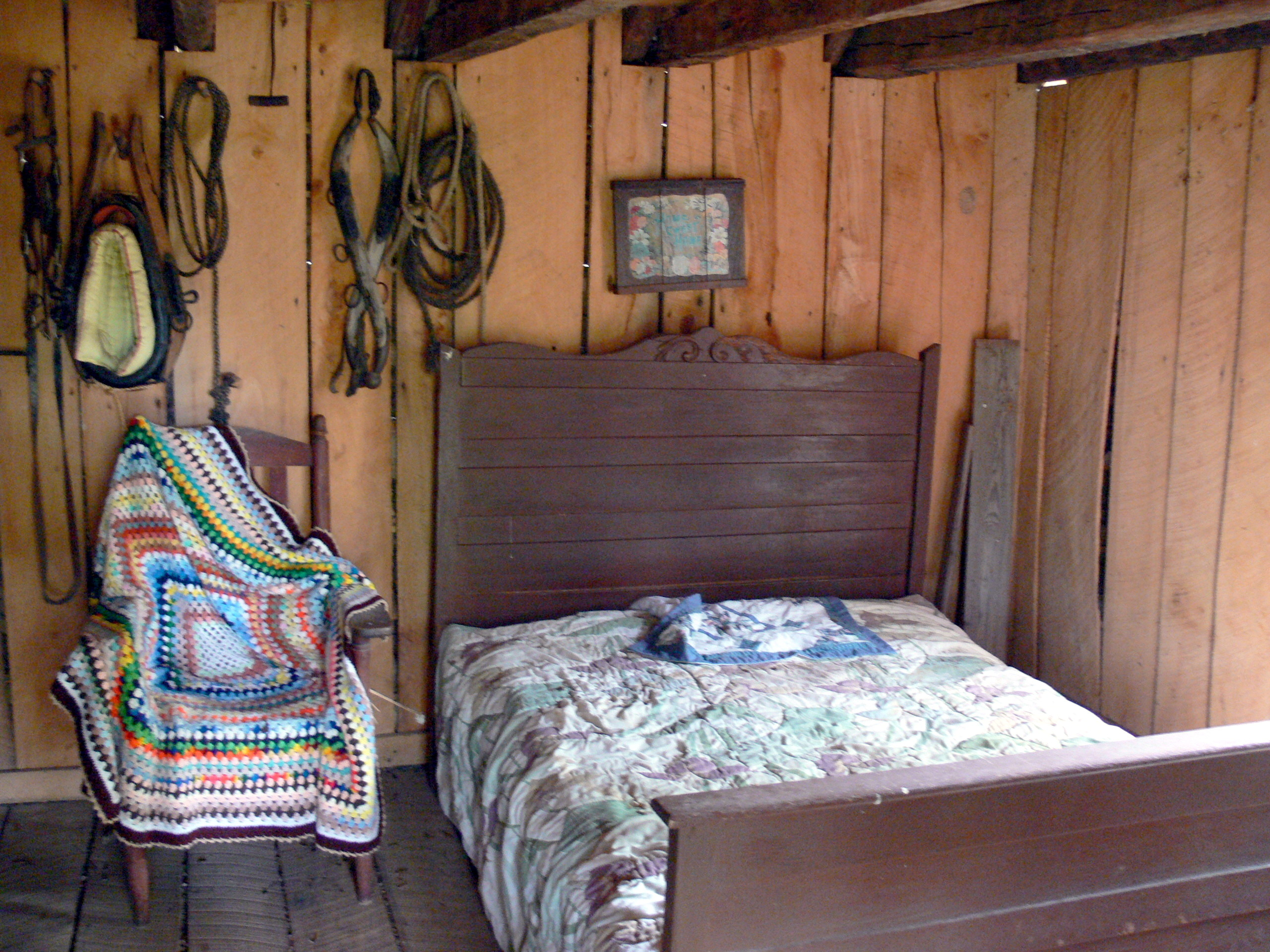
内壁の一例

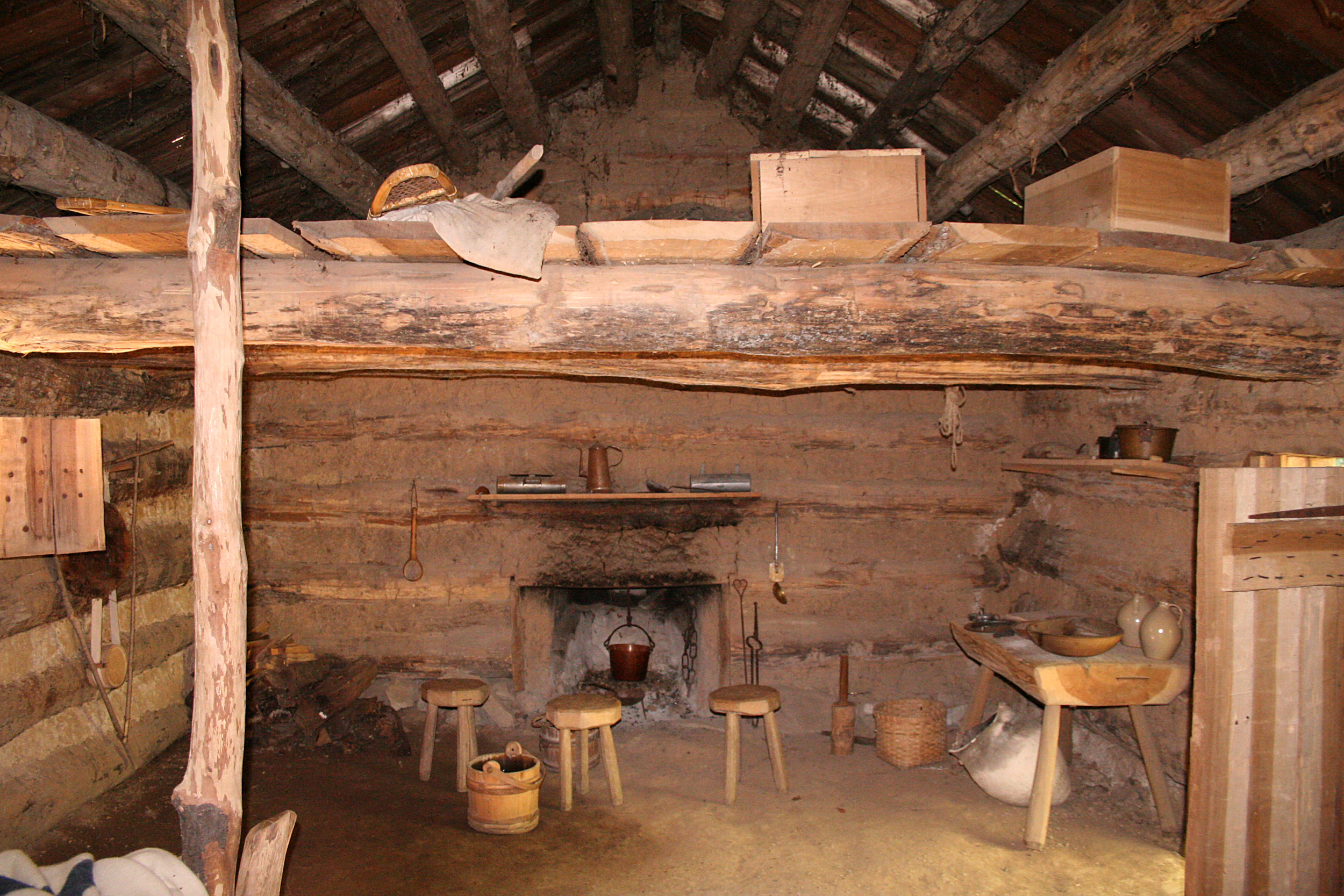
アメリカ合衆国インディアナ州フィッシャーズのコナー・プレーリーに展示されているログハウスの内部

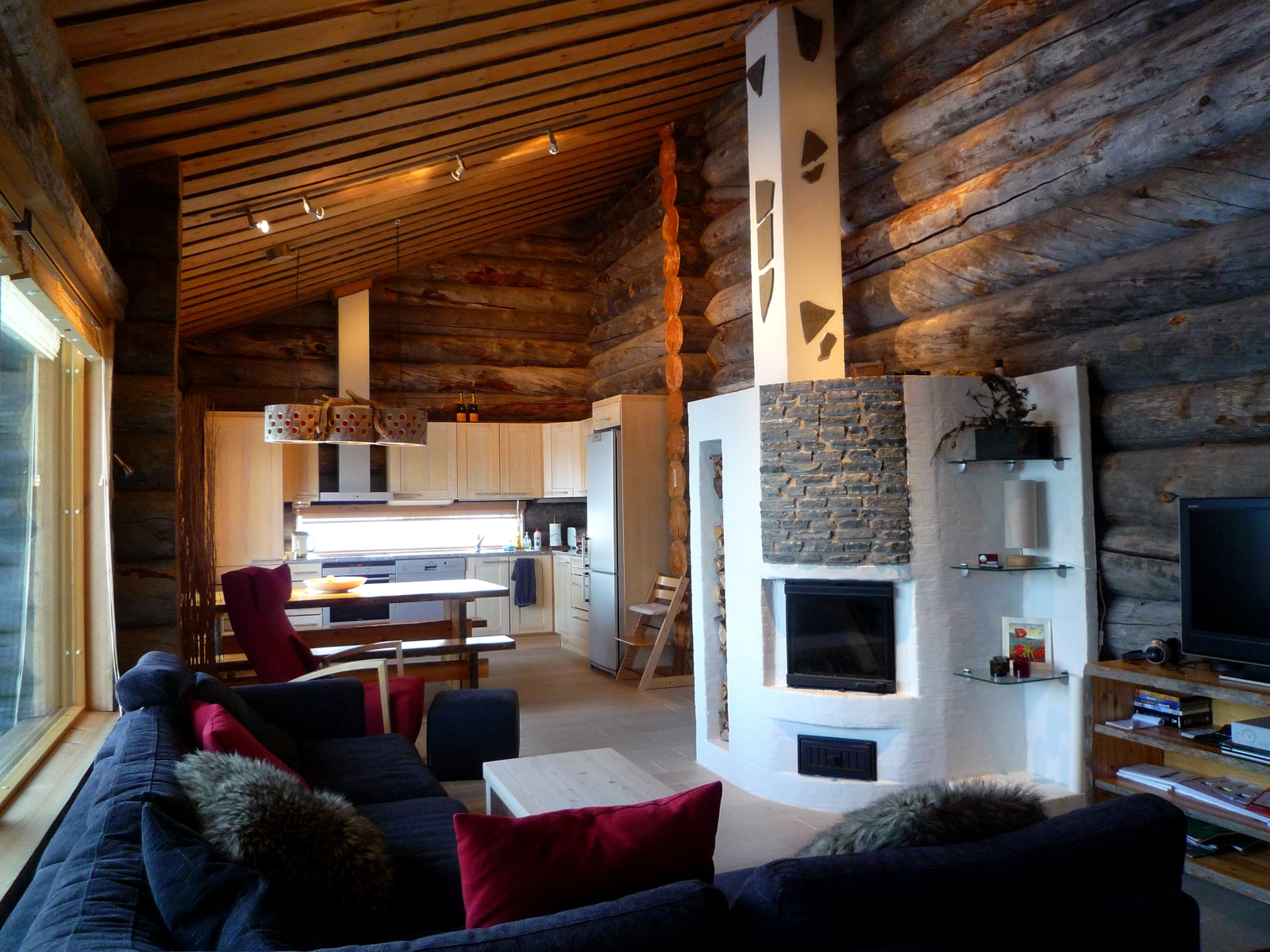
内壁・内装の一例。大型のログハウスのもの。

内壁・内装は様々であるが、たとえば次のようなタイプがある。
- ログがそのまま見える状態にしてあるもの
- ログとログの間に漆喰を塗り込んだもの
- ログの手前に板材をはるもの

## ログハウスの仮設住宅
東北地方太平洋沖地震では福島の仮設住宅の10%、計500戸の仮設住宅がログハウスであった。
メリット
- 結露が少なく、居住性が良い
- 部材の再利用ができる
- 耐久性が高いので、仮設住宅としての利用終了後も移築や改築ができる
- 非熟練労働者の出来る作業が多いので、被災者雇用を促進する
- 地元産の木材、地元の木工所が利用でき、雇用を促進する

デメリット
- 一般的なプレハブの仮設住宅に比べて建築費用は２割ほど高い
- 大規模災害の場合、災害時に利用出来る木材に限りがある